# 青山グランドホテル
青山グランドホテルは、2020年（令和2年）8月5日、青山ベルコモンズ跡地にオープンした東京都港区北青山に所在するホテル。運営会社は東京都千代田区に本社を置く株式会社プラン ドゥ シー(株式会社Plan･Do･See)で、ホテル・レストラン・ウェディング等の事業を行っている企業である。

## 概要

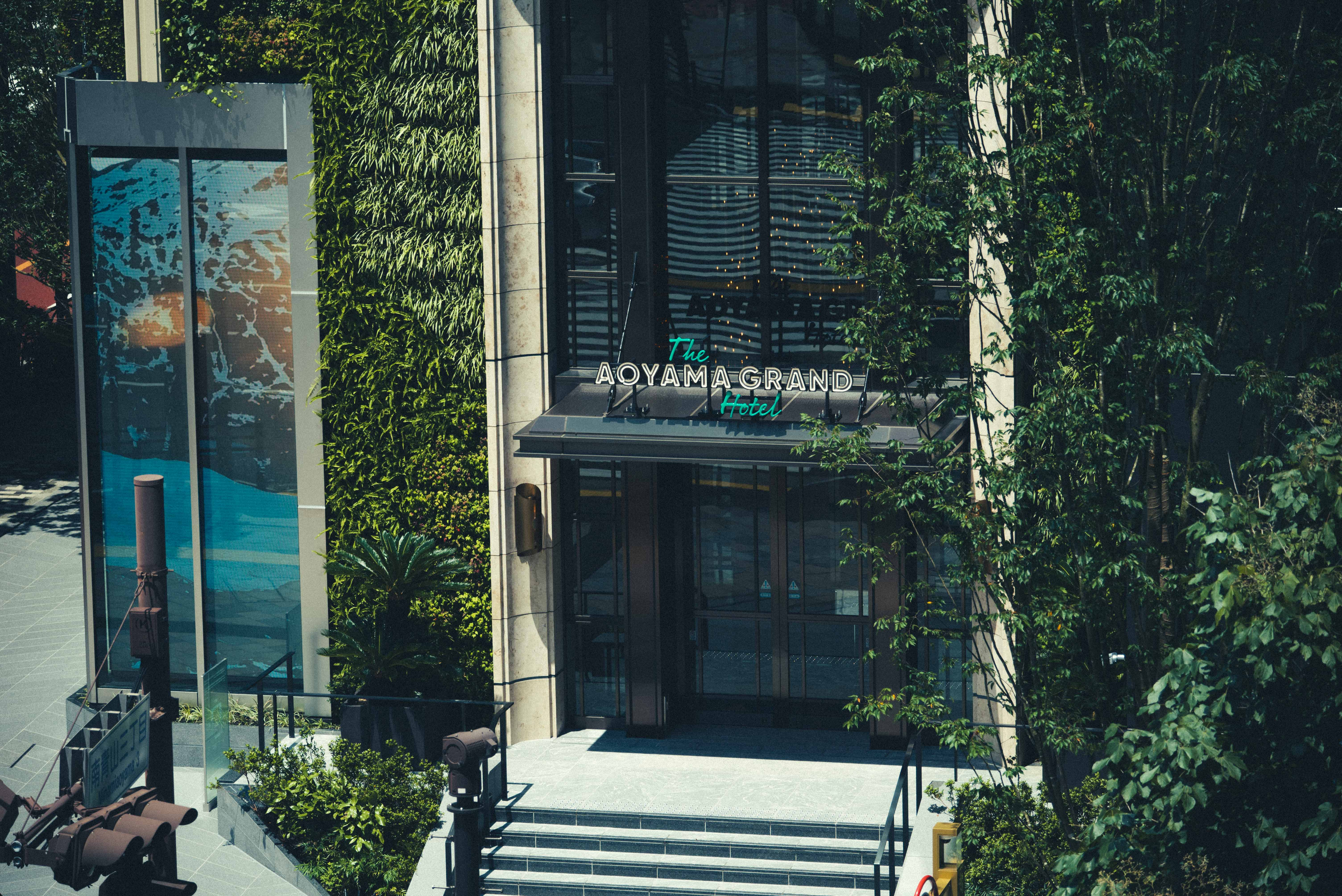

複合商業ビルとして1976年（昭和51年）に建設された青山ベルコモンズ（あおやまベルコモンズ、Aoyama Bell Commons）跡地に、三菱地所がオフィスやホテル、商業施設などを備えた地上20階建ての複合商業ビルとしてthe ARGYLE aoyama（ジ アーガイル アオヤマ）を建設。
その際、プラン ドゥ シーのプロデュースで当ホテルを開業した。客室は、青山ベルコモンズが青山のランドマークであった1970年〜80年頃のヴィンテージマンションをコンセプトに、ミッドセンチュリーモダンなスタイルにデザインされている。

## 設備
- レストラン
  - ザ ベルコモ

テラスやバーカウンター、オープンキッチンが広がるオールデーダイニング。
  - トラットリア アンドレア ロッシ

アフタヌーンティー、ディナー、バーまで営業するメインダイニングのイタリアンレストラン。
  - 四角

カウンター和食。
  - ザ トップ

東京の夜景を一望できるルーフトップバー。
  - 青山 鮨 かねさか

江戸前鮨。

## アクセス
- 東京メトロ銀座線 外苑前駅 3番出口より徒歩2～3分
- 東京メトロ千代田線・半蔵門線・銀座線 表参道駅 A3出口より徒歩8～10分